# Dr. R. Maag
Die Dr. R. Maag AG ist ein ehemaliges Schweizer Unternehmen und heute in der Kurzform Maag eine Marke für Pflanzenschutz- und Pflanzenpflegeprodukte der Syngenta Agro AG.

## Geschichte
Das Unternehmen wurde 1844 von Rudolf Maag («Färber Maag») in Dielsdorf ZH gegründet. Zu Beginn stellte das Unternehmen Knochenmehl, Dünge- und Färbemittel her. Dazu gehörte auch ein indigoblaues Pigment, welches zur Einfärbung von Arbeitskleidung verwendet wurde. Ab den 1870er-Jahren wurden primär Düngemittel hergestellt. Ab den 1920er-Jahren setzte die Firma, die spätestens seit dieser Zeit den Namen «Dr. Rudolf Maag, Chemische Fabrik, Dielsdorf» trug, stärker auf Pflanzenschutzmittel. 1945 wurde das Familienunternehmen in eine Aktiengesellschaft umgewandelt und erhielt den Namen «Dr. R. Maag A.-G., Chemische Fabrik Dielsdorf». 1970 schliesslich wurde die Firma in den Basler Chemiekonzern Roche integriert. 1990 ging Maag an die Ciba über. Durch die Fusion von Ciba und Sandoz zur Novartis AG und später zur Syngenta AG ging Maag an letztere über. Heute ist Maag ist eine Marke der Syngenta Agro AG.